# Lac Ghio
Le lac Ghio est un lac d'Argentine. Il est situé dans le département de Lago Buenos Aires de la province de Santa Cruz, en Patagonie.

## Description
Le lac Ghio est situé à plus ou moins 25 kilomètres à l'est du lac Pueyrredón.
Son bassin versant est endoréique, ce qui signifie que les apports d'eau ne sont pas suffisants pour alimenter un émissaire, et que l'évaporation compense exactement ces apports.
Jadis, lors d'une époque plus humide, un émissaire existait, qui, né au niveau de sa rive sud, déversait ses excédents d'eau dans le río Blanco, actuel tributaire du lac Salitroso.

## Alimentation
Le lac Ghio est alimenté principalement par :
- le río Columna, émissaire du lac Columna ;
- le río Correntoso.

Les deux cours d'eau débouchent du côté nord-ouest du lac.

## Données chiffrées
- Sa surface se trouve à une altitude de 376 mètres.
- Sa superficie est de 70 kilomètres carrés (il est donc 50 % plus vaste que le lac du Bourget en France).